# Umbelopsidomycetes
Umbelopsidomycetes é uma classe monotípica de fungos da divisão Mucoromycota cuja única ordem é Umbelopsidales. O grupo inclui duas famílias e dois géneros monotípicos. Os fungos desta orden são mofos saprotróficos que ocorrem em solos, plantas e nos corpos frutíferos de fungos ascomicetas.

## Taxonomia
Na sua presente circunscrição taxonómica a ordem Umbelopsidales contém as seguintes famílias, géneros e espécies:
- Pygmaeomycetaceae
  - Pygmaeomyces
    - Pygmaeomyces pinuum
    - Pygmaeomyces thomasii
- Umbelopsidaceae
  - Umbelopsis
    - Umbelopsis angularis
    - Umbelopsis autotrophica
    - Umbelopsis changbaiensis
    - Umbelopsis dimorpha
    - Umbelopsis fusiformis
    - Umbelopsis gibberispora
    - Umbelopsis heterosporus
    - Umbelopsis isabellina
    - Umbelopsis longicollis
    - Umbelopsis nana
    - Umbelopsis ovata
    - Umbelopsis ramanniana
    - Umbelopsis roseonana
    - Umbelopsis swartii
    - Umbelopsis versiformis
    - Umbelopsis vinacea
    - Umbelopsis westeae